# Heilige Land

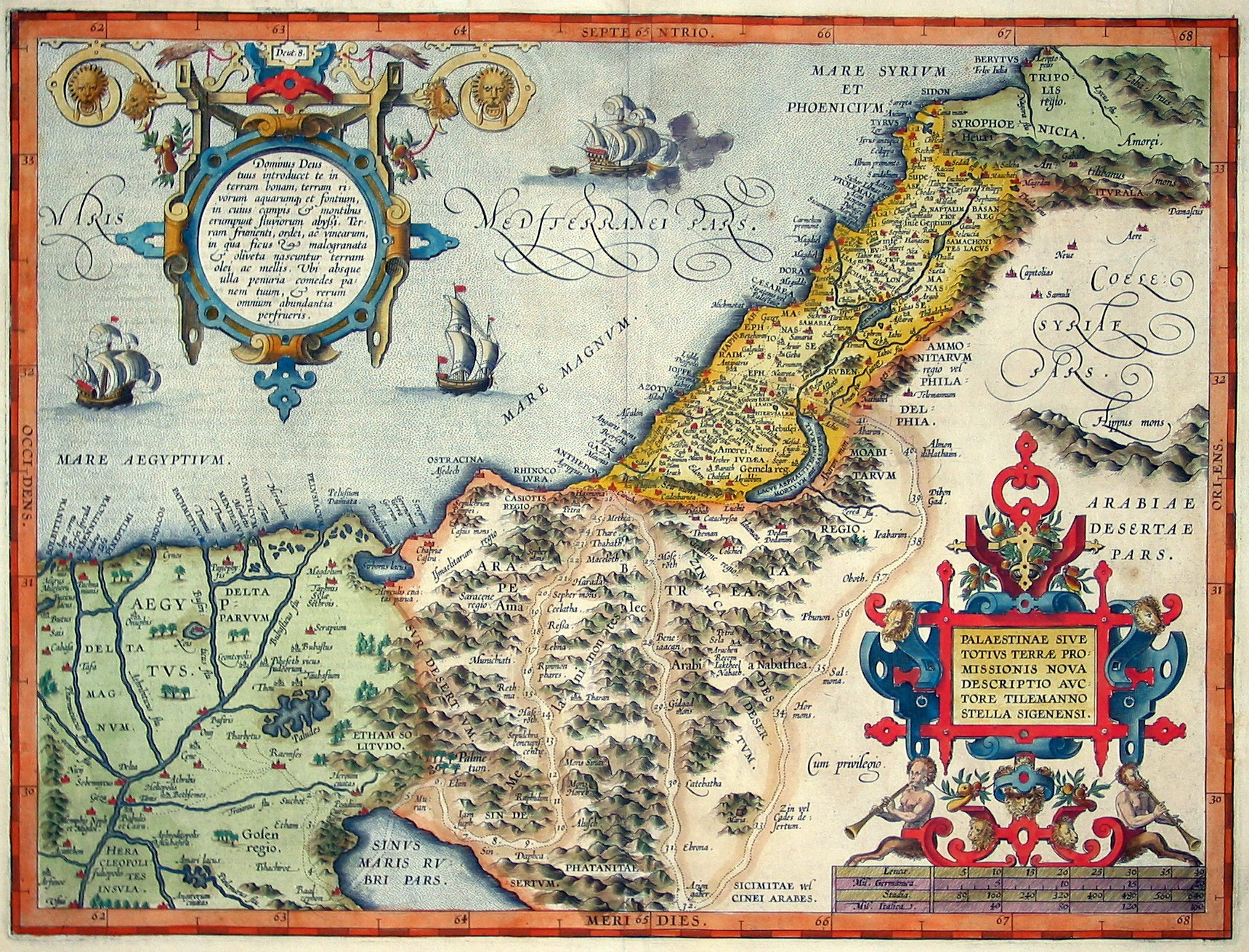
Hondiuskaart 16e eeuw: "Palestinae" (geel)

Heilig land, het Heilige Land of heilige grond is het grondgebied dat voor een religieuze of maatschappelijke groepering in de context van een godsdienst, geloofsovertuiging, levensbeschouwing of traditie, als bijzonder waardevol geldt en met de meeste hoogachting en respect hoort te worden omgeven. Met het begrip heilig wordt uitdrukking gegeven aan deze bijzonderheid, het begrip wordt in verschillende betekenissen gebruikt, bijvoorbeeld in de Bijbelboeken.
Er kunnen verschillende redenen zijn waarom een dergelijk gebied deze status heeft gekregen, bijvoorbeeld omdat daar de oorsprong van een religie ligt, er belangrijke (religieuze) gebeurtenissen hebben plaatsgevonden, er belangrijke leermeesters of goden hebben geleefd of er belangrijke symbolen worden bewaard. 

## Abrahamitische religies
De aanduiding het Heilige Land (Hebreeuws: אֶרֶץ הַקּוֹדֶשׁ Ereṣ haqQōdeš, Latijn: Terra Sancta; Arabisch: الأرض المقدسة Al-Arḍ Al-Muqaddasah of الديار المقدسة Ad-Diyar Al-Muqaddasah) wordt in de Abrahamitische religies gebruikt voor verschillende afbakeningen binnen de historische regio Palestina. Jeruzalem als begrip en als heilige stad neemt in deze religies een bijzondere plaats in. Verschillende godsdiensten hebben er een heiligdom.

### Jodendom
In het jodendom beschouwden rabbijnen Eretz Yisrael ("Land van Israël") op grond van de Hebreeuwse Bijbel (Oude Testament) als het woongebied van hun aartsvader Jakob. Zij noemden dit "het heilige land", een term die niet in de Hebreeuwse Bijbel voorkomt. Het land zou zijn heiligheid ontlenen aan het heilige karakter van het joodse volk. Land en volk hebben een mystieke en unieke band, zo zegt de joodse dichter en filosoof Juda Halevi (ca.1075-1141) in zijn werk "Ha-Kuzari". De Hebreeuwse Bijbel gebruikt het woord "qadash" wat letterlijk betekent: "zich onderscheiden".
Joodse gelovigen bidden richting Jeruzalem, naar de plaats waar de Joodse tempel gestaan heeft, op de Tempelberg.

### Christendom
Ook in het Nieuwe Testament komt de uitdrukking "heilige land" niet voor. In het westerse christendom wordt met Het Heilige Land Palestina bedoeld. Men wil hiermee tot uitdrukking brengen dat men dit gebied als heilig beschouwt op grond van in de Bijbel beschreven plaatsen en gebeurtenissen die hier hebben plaatsgevonden. Allereerst die met persoon en leven van Jezus Christus verband houden. Bij christenen en moslims stond het begrip Heilige Land centraal in de periode dat beide groeperingen grote militaire operaties uitvoerden om verzekerd te zijn van de macht over en toegang voor eigen pelgrims tot de betreffende omgeving. Binnen het christendom werden deze oorlogen als "kruistochten" aangeduid.
In Europa werden er traditioneel veel christelijke kerken gebouwd met de lengteas west-oost georiënteerd. De priester en de andere gelovigen vierden er de eucharistie met het gezicht richting het oosten, omdat daar de zon opkomt, voor hen een symbool van de wederkomst van Jezus. Deze traditie is veelal losgelaten.

### Islam
In de Koran 5:20-21 wordt het gebied, waar Musa Gods volk moest binnenleiden, 'het heilige land' genoemd. Al-Quds (van het Semitische qadas/qadosh, "heilig") is de naam voor Jeruzalem, 'het verste heiligdom' met de Al-Aqsamoskee en de gouden Rotskoepel. Daarnaast beschouwen veel moslims Arabië als een heilig land met de voor hen heilige plaats Mekka. In de beginjaren van de islam was de qibla (gebedsrichting) Jeruzalem, in 866 werd dit richting Mekka.

## Overige religies

### Bahá'í
Voor het Bahá'í-geloof is het gebied waar de huidige staat Israël ligt heilig. Het is de vierde religie waarvoor dit gebied bekendstaat als het heilige land. Zowel het spirituele als het bestuurlijke wereldcentrum van het geloof is in Israël gevestigd. Dit vindt zijn oorsprong in de verbanning van de stichter Bahá'u'lláh door de Ottomaanse en Perzische regering in 1868 naar Acre, toen een uithoek in het Ottomaanse Rijk. Ieder jaar bezoeken duizenden bahá'í-pelgrims uit de hele wereld plaatsen in Israël die heilig zijn voor de bahá'í en andere gelovigen.

### Hindoeisme
Hindoeisme kan niet begrepen worden als één religie, maar als een verzameling van tradities en filosofieën. Als heilige plaatsen gelden de tempels en zeven steden, de Sapta Puri. Dat zijn Ayodhya, Mathura, Haridwar, Varanasi, Kanchipuram, Dvaraka en Ujjain.

## Gemeenschappen

### Oude Grieken
In de Griekse mythologie worden de tempels en omgeving als heilig beschouwd.

### Native Americans
In Noord-Amerika leefden voor de aankomst van Christoffel Columbus in 1492 al vele eeuwen honderden verschillende stammen met eigen talen, tradities, religies en eigen heilige gronden ("holy ground"). Nu zijn daarvan onder andere nog bekend: Devils Tower (nationaal monument, Wyoming), Denali (nationaal park), Canyonlands (nationaal park), Haleakalā (nationaal park) en de Effigy Mounds (nationaal park, Illinois).

### Aboriginals in Australië
Voor Australische Aboriginals zijn er stukken heilig land, zoals Uluṟu. Voor veel Aboriginalvolken zijn er ook nog andere stukken land heilig. Heilig Land ligt gewoonlijk buiten het oorspronkelijke woongebied van zo'n volk. Sinds de verovering en de emigratie van Europeanen naar Australië zijn vele stukken Heilig Land in het gedrang gekomen. Veel Aboriginalvolken zijn daarom bezig om voor deze heilige stukken land een speciale status te krijgen. Tot 2006 is dit gedeeltelijk succesvol geweest.

### Rastafaribeweging
Voor de Rastafaribeweging is Ethiopië het Heilige Land.

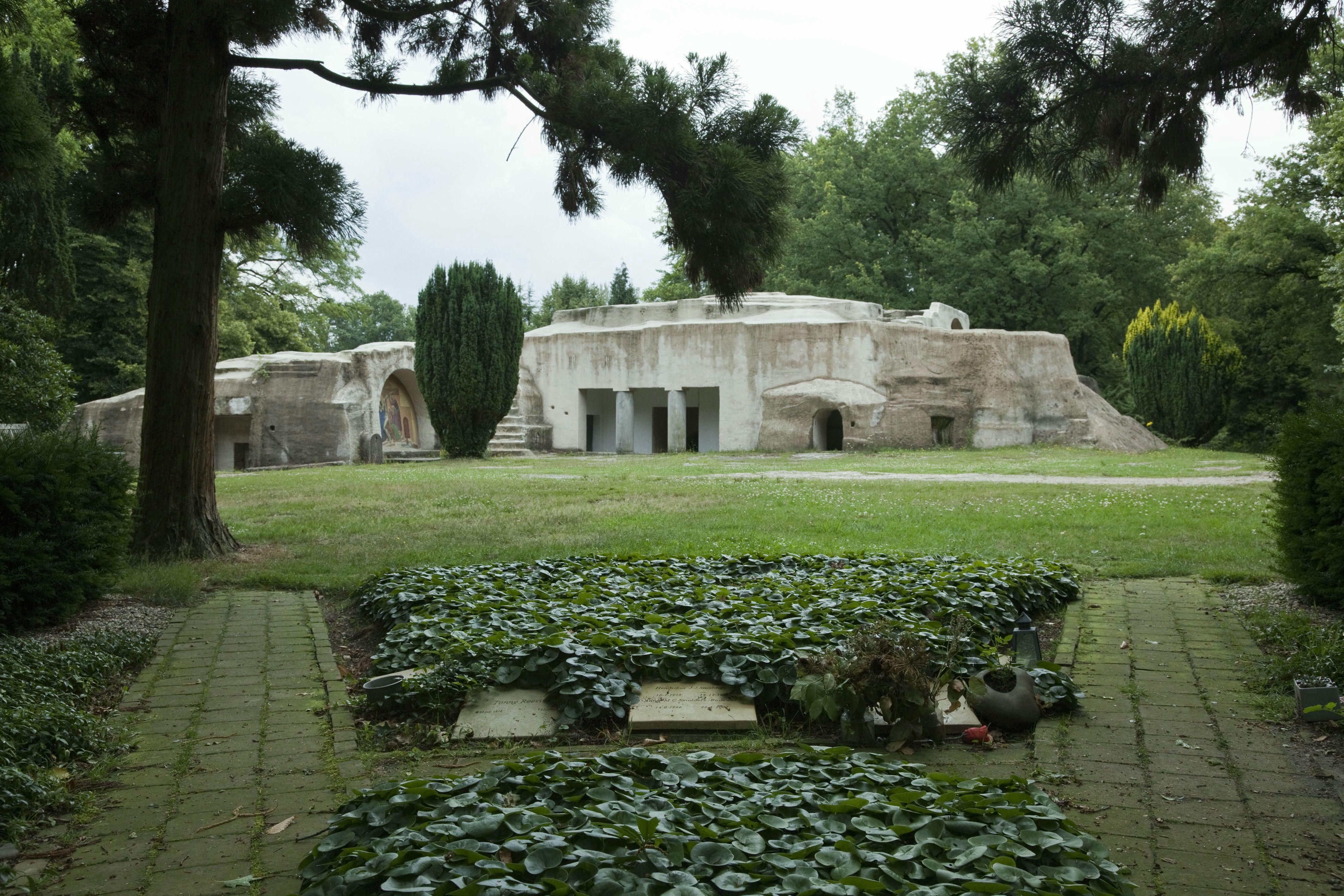
Heilig Land-stichting, Calvarieberg

## Overig
In Nederland werd vanaf 1911 door de Rooms-Katholieke kerk een devotiepark ingericht waar stijl en architectuur in het land van de Bijbel zijn nagebootst, met belangrijke plaatsen als de kribbe van Bethlehem, calvarieberg en het Heilige Graf. Exploitant van het devotiepark was de Heilig Land Stichting, sinds 2015 het Museumpark Orientalis Heilig Land Stichting.